# Шаретт (Изер)
Шаретт (фр. Charette) — коммуна во Франции, находится в регионе Рона — Альпы. Департамент коммуны — Изер. Входит в состав кантона Морстель. Округ коммуны — Ла-Тур-дю-Пен.
Код INSEE коммуны — 38083. Население коммуны на 1999 год составляло 281 человек. Населённый пункт находится на высоте от 240  до 350  метров над уровнем моря. Муниципалитет расположен на расстоянии около 410 км юго-восточнее Парижа, 45 км восточнее Лиона, 75 км севернее Гренобля. Мэр коммуны — M. Jean Allandrieu, мандат действует на протяжении 2001—2008 гг.
Динамика населения (INSEE):